# Danuri
Danuri eller Korea Pathfinder Lunar Orbiter (KPLO) är en rymdsond (månkretsare) av Korea Aerospace Research Institute (KARI) i Sydkorea.
Rymdsondens uppgift är att kartlägga månens resurser som vattenis, uran, helium-3, kisel och aluminium, och producera en topografisk karta för att hjälpa till att välja framtida månlandningsplatser.
Uppskjutning gjordes den 4 augusti 2022 med en Falcon 9 Block 5 bärraket.

## Vetenskapliga instrument
KPLO har sex vetenskapliga instrument med en total massa på cirka 40 kg (88 lb) . Fem instrument är från Sydkorea och ett från NASA:
- Lunar Terrain Imager (LUTI) kommer att ta bilder av troliga landningsplatser för månutforskningsuppdraget på andra etappen och speciella målplatser för månens ytor med en hög upplösning (<5 m).
- Vidvinkelpolarimetrisk kamera (PolCam) kommer att ta de polarimetriska bilderna av hela månens yta förutom polarområdena med medelhög upplösning för att undersöka de detaljerade egenskaperna hos månregoliten.
- KPLO Magnetometer (KMAG) är en magnetometer som mäter den magnetiska styrkan i månmiljön (upp till ~100 km ovanför månens yta) med ultrakänsliga magnetiska sensorer.
- KPLO Gamma Ray Spectrometer (KGRS) är en gammastrålningsspektrometer som kommer att undersöka den kemiska sammansättningen av månens ytmaterial inom ett gammastrålningsenergiområde från 10 keV till 10 MeV, och kartlägga deras fördelning.
- Delay-Tolerant Networking Experiment (DTNPL) kommer att utföra ett kommunikationsexperiment på delay-tolerant networking (DTN), en typ av interplanetärt Internet för kommunikation med landade tillgångar.
- NASA:s ShadowCam kommer att kartlägga reflektansen inom de permanent skuggade områdena för att söka efter bevis på isavlagringar. Instrumentet är baserat på Lunar Reconnaissance Orbiter LROC-kameran, men det är 800 gånger känsligare. ShadowCam utvecklades av forskare vid Arizona State University och Malin Space Science Systems.